# Новоолександрівська сільська рада (Синельниківський район)
| Новоолександрівська сільська рада — колишній орган місцевого самоврядування у Синельниківському районі Дніпропетровської області з адміністративним центром у с. Новоолександрівка. Сільській раді підпорядковані населені пункти: - с. Новоолександрівка - с. Панасівка - с. Вербки-Осокорівка |

## Склад ради
Рада складається з 16 депутатів та голови.

## Керівний склад сільської ради
| ПІБ                       | Основні відомості                                                         | Дата обрання | Дата звільнення |
| ------------------------- | ------------------------------------------------------------------------- | ------------ | --------------- |
| Кострубова Любов Іванівна | Сільський голова, 1953 року народження, освіта, позапартійна              | 26.03.2006   | 31.10.2010      |
| Дмитрієва Алла Василівна  | Сільський голова, 1975 року народження, освіта вища, член Партії регіонів | 31.10.2010   |                 |

Примітка: таблиця складена за даними джерела